# 北羅斯科鎮區 (堪薩斯州霍治曼縣)
北羅斯科鎮區（英語：North Roscoe Township）是位於美國堪薩斯州霍治曼縣的一個行政鎮區。

## 地方資料
北羅斯科鎮區的面積為275.77平方千米，當中陸地面積為275.62平方千米，而水域面積為0.15平方千米。根據2010年美國人口普查的數據，當地共有人口48人，而人口密度為每平方千米0.17人。

## 外部連結
- US-Counties.com
- City-Data.com （页面存档备份，存于）